# Jurinella apicata
Jurinella apicata là một loài ruồi trong họ Tachinidae.